# Eisleben
Eisleben é uma cidade no estado alemão de Saxônia-Anhalt. É famosa por ter sido a cidade natal do líder protestante Martinho Lutero, daí o seu nome oficial ser Lutherstadt Eisleben (traduzido do alemão, significa Eisleben Cidade de Lutero). A cidade é a capital do distrito de Mansfelder e, em 2004, tinha uma população de 21 062 habitantes.
Juntamente com a de Wittenberg, a casa de Martinho Lutero é considerada património da Humanidade desde 1997.

## História
Eisleben foi mencionada pela primeira vez em 997 como um mercado chamado Islebia e em 1180 como uma cidade. Pertenceu aos Condes de Mansfeld, até que passou para o Eleitorado da Saxónia em 1780. Foi atribuída ao Reino da Prússia em 1815 e foi administrada dentro da província prussiana da Saxônia. Tornou-se parte do novo Estado da Saxônia-Anhalt, após a Segunda Guerra Mundial.